# Kissinger Heide
Die Kissinger Heide ist eine unter Naturschutz stehende Halbtrockenrasenfläche nahe der schwäbischen Gemeinde Kissing. Sie zählt zu den Lechtalheiden und ist ein Relikt der einst sehr großflächigen Magerrasen im Gebiet des Lech bei Augsburg. Das Areal ist wegen seltenen Pflanzen unter Botanikern und Naturliebhabern bekannt; vor allem Enzian- und Orchideenarten finden sich dort in großer Zahl. Auch rare Tiere haben hier ein Rückzugsgebiet, zum Beispiel verschiedene Bläulingsarten.

## Lage
Die Kissinger Heide liegt östlich des Lechs ungefähr auf der Höhe des südlichen Ortsrands der namensgebenden Gemeinde. Während sich Kissing ostwärts der Bahnlinie Augsburg-München erstreckt, befindet sich die Heide westlich davon. Im Norden wird das Gelände von der Lechauenstraße eingefasst, die von Kissing über die Gleisanlagen an den Weitmannsee führt. Im Westen grenzt das Schutzgebiet an die Parkplätze des Naherholungsgebiets. Die südwestliche Ecke reicht fast bis ans Seeufer. Im Süden endet die Heide an einer schräg nach Ostsüdost verlaufenden Linie. Im Osten schließen sich landwirtschaftlich genutzte Flächen an. Im Südosten ist über Grünkorridore das flächige Naturdenkmal „Kissinger Bahngruben“ angebunden.

## Geschichte
Ungefähr bis zur Mitte des 19. Jahrhunderts war die Kissinger Heide eine Waldweide. Danach wurde auf den offenen Grasflächen bis 1920 im Herbst eine Streumahd durchgeführt, um überständiges Heu als Tiereinstreu zu gewinnen. Allerdings wurden in dieser Zeitspanne auch einige Bereiche aufgeforstet. Seit dem 6. Juni 1941 steht das Gebiet unter Naturschutz. Trotzdem wurde kurz darauf im nördlichen Abschnitt eine Fläche von etwa 1 ha zum Kiesabbau freigegeben, ungeachtet der dortigen Orchideenpopulation. Erst 1961 endeten die Förderarbeiten. In den ersten Nachkriegsjahren erfolgten noch mehrere landwirtschaftliche Eingriffe. Am 19. Oktober 1964 wurde der Schutzstatus des Gebiets bestätigt. Aber selbst danach wurden durch Kiesabbau noch weitere Heideflächen zerstört. Erst 1980 wurden umfassende Pflegemaßnahmen eingeführt, insbesondere die jährliche Mahd der Flächen, um eine Verbuschung zu Gunsten der lichtbedürftigen Enziane und Orchideen zu verhindern. Unter der Regie der Unteren Naturschutzbehörde übernahmen zunächst ehrenamtliche Naturschützer der hiesigen BN-Ortsgruppe die Mäharbeiten, später auch das Ausbringen des Mähguts auf Erweiterungsflächen im Umkreis. Mittlerweile wird das Gebiet vom Landschaftspflegeverband Aichach-Friedberg gepflegt. Heute ist die Kissinger Heide ein beliebtes Ausflugsziel, weshalb für die Besucher Exkursionspfade angelegt wurden, um Trittschäden zu verhindern.

## Heidefläche

### Pflanzen (Auswahl)
| - Schneeheide - Gewöhnliche Küchenschelle - Rauhaariges Veilchen - Kugelblume - Rosmarin-Seidelbast - Buchs-Kreuzblume - Mehlprimel - Kreuz-Enzian - Frühlings-Enzian - Clusius-Enzian - Schwalbenwurz-Enzian | - Zypressen-Wolfsmilch - Akelei - Weißwurzen - Spargelklee - Klebriger Lein - Knollige Kratzdistel - Wiesen-Flockenblume - Silberdistel - Helm-Knabenkraut - Brandknabenkraut - Nestwurz | - Fliegen-Ragwurz - Hummel-Ragwurz - Mücken-Händelwurz - Sommerwurz - Bienen-Ragwurz - Zweiblättrige Waldhyazinthe - Pyramiden-Hundswurz - Sumpf-Stendelwurz - Kleines Knabenkraut - Große Spinnen-Ragwurz - Großes Zweiblatt |

Helm-Knabenkraut
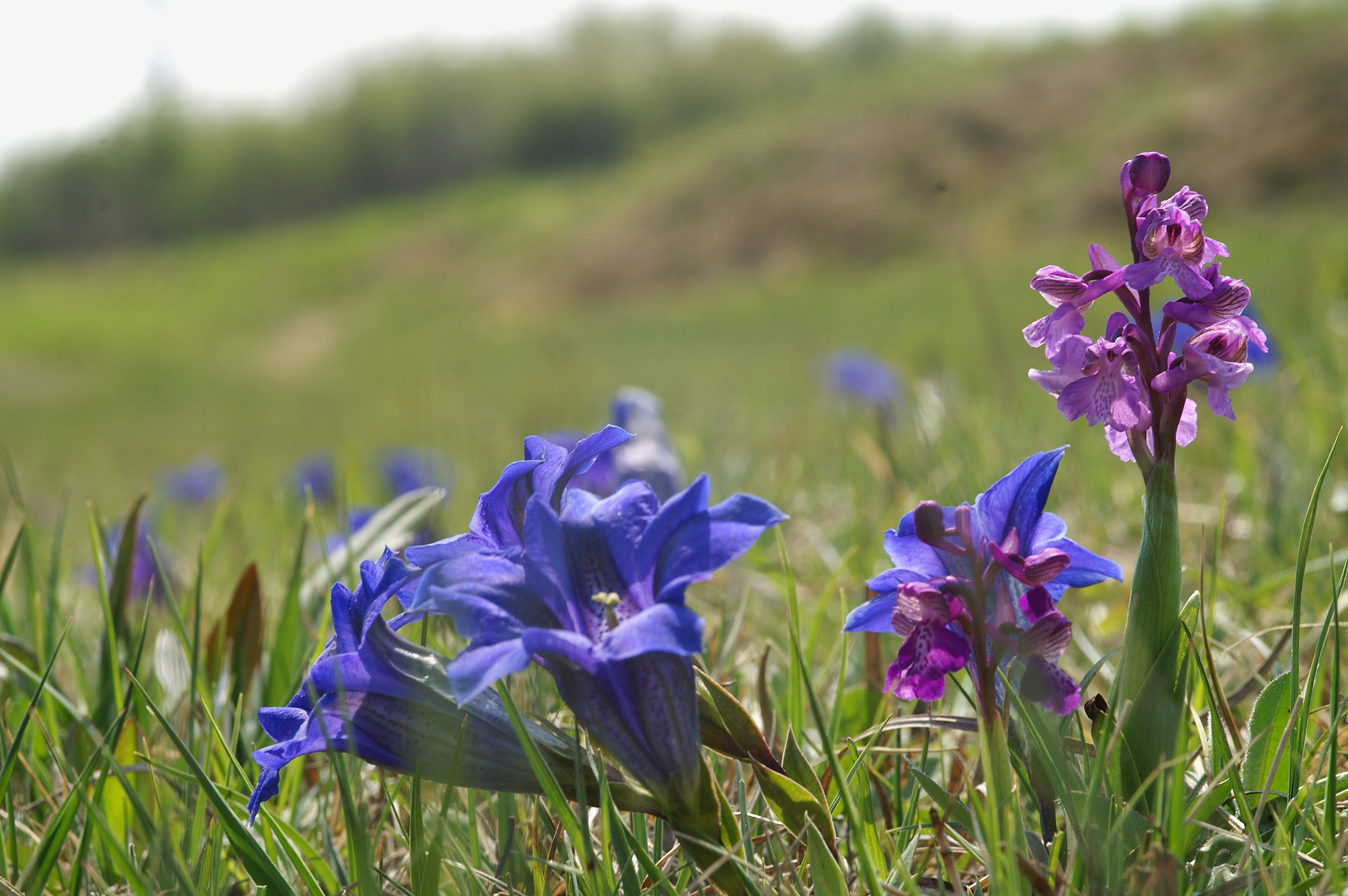
Clusius-Enzian und Kleines Knabenkraut
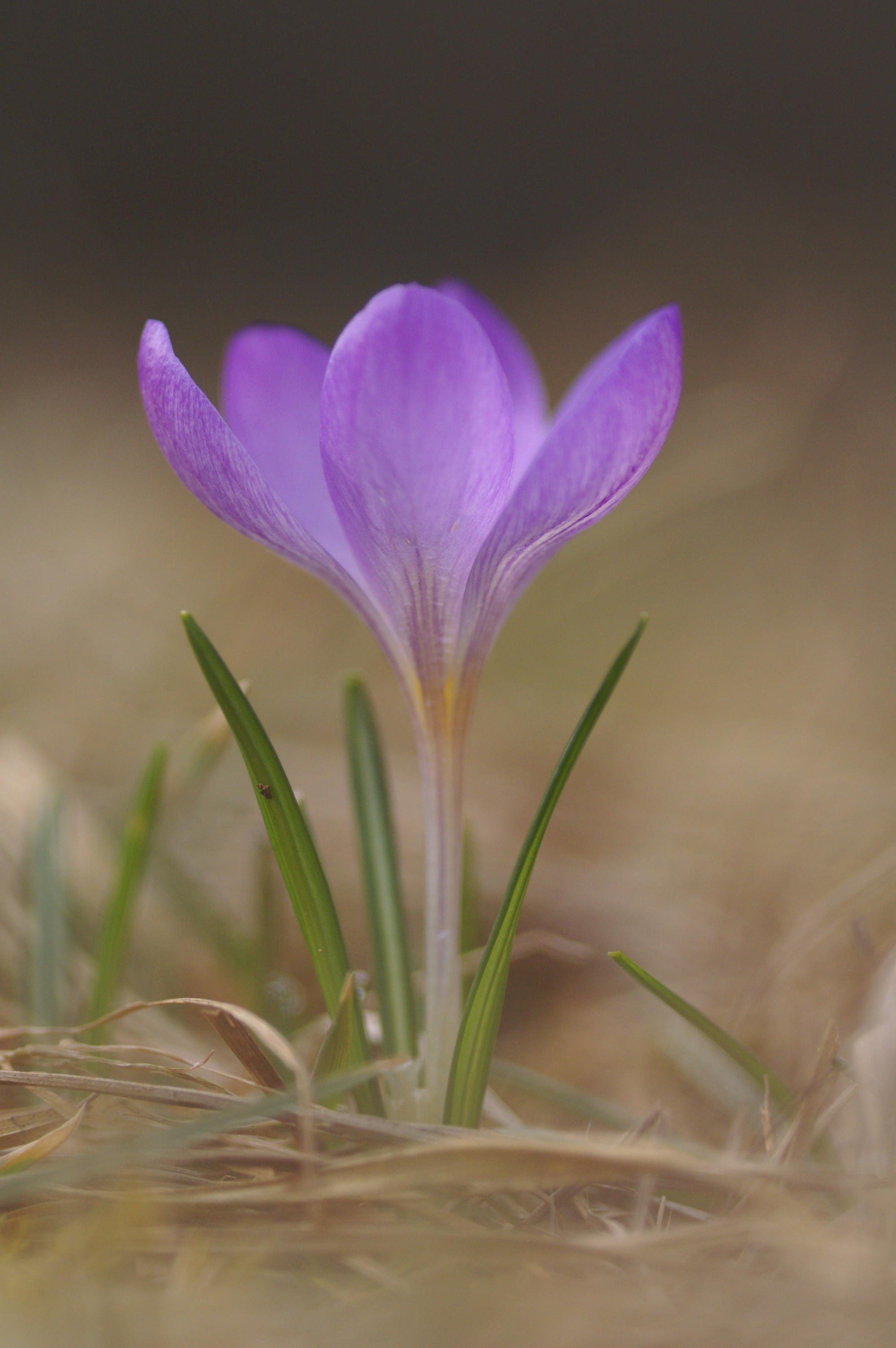
Frühlings-Krokus
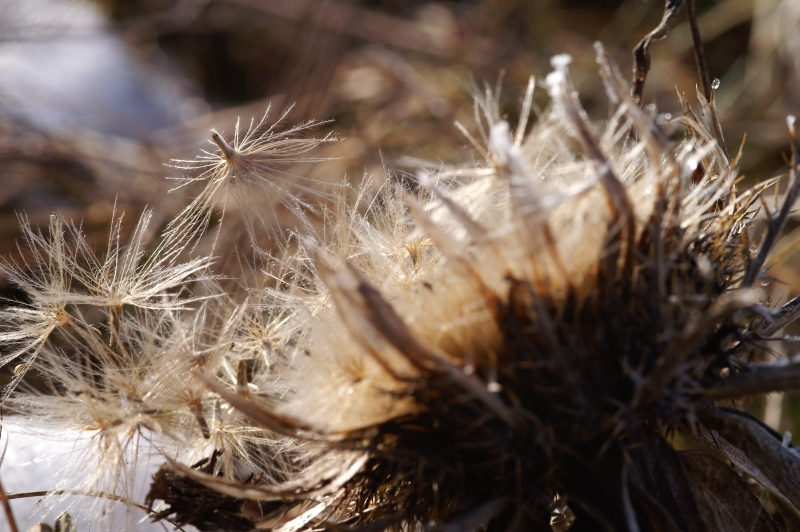
Silberdistel
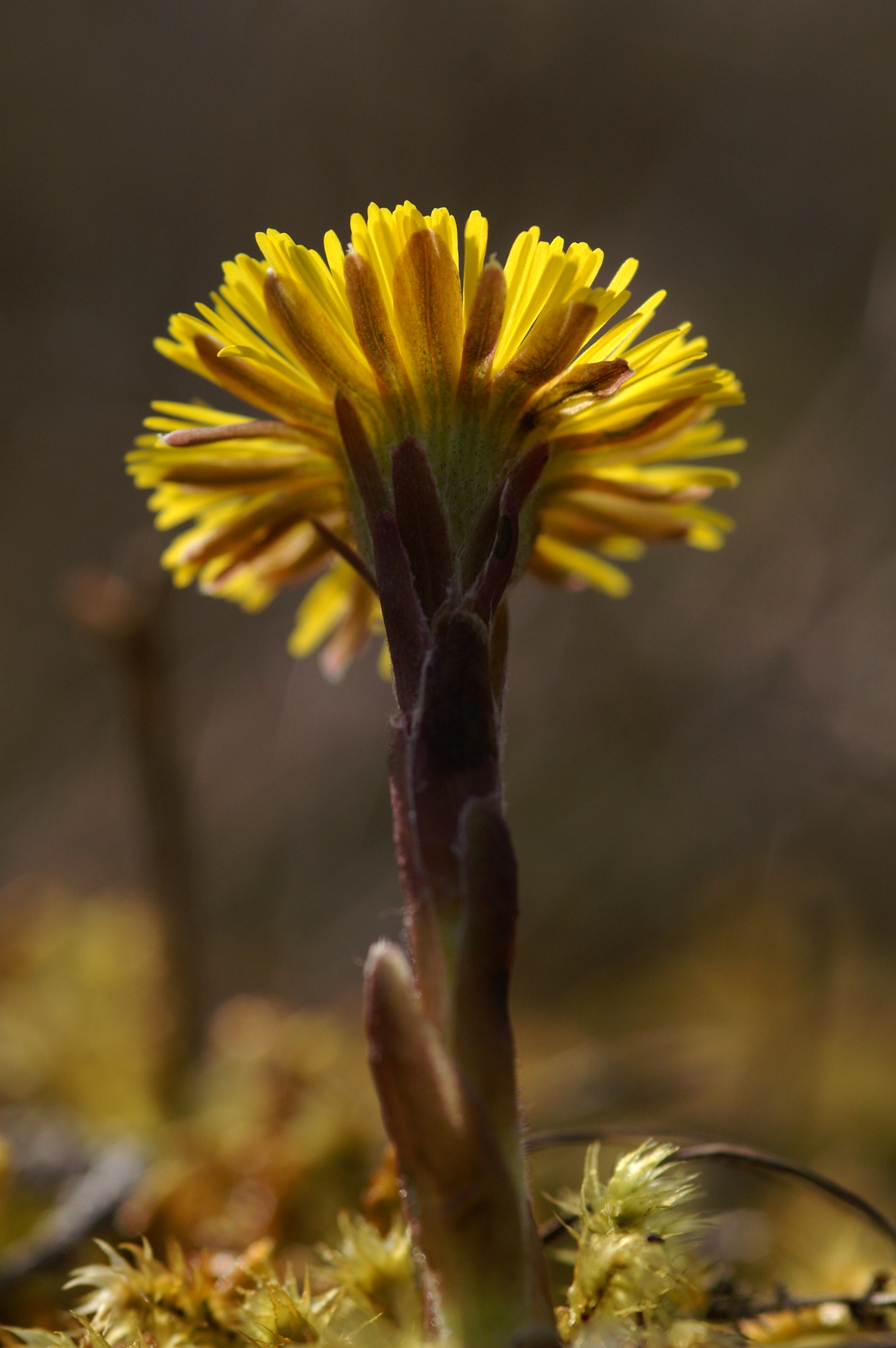
Huflattich

### Tiere (Auswahl)
| - Schwalbenschwanz - Aurorafalter - Schachbrett - Blaukernauge - div. Wiesenvögelchen - div. Mohrenfalter - div. Zipfelfalter - div. Bläulinge | - div. Perlmuttfalter - Admiral - Kleiner Fuchs - Sechsfleck-Widderchen - Dickkopffalter - Braune Tageule - Hartheu-Spanner - Weinschwärmer | - Heidegrashüpfer - Wespenspinne - Krabbenspinne - Feld-/Sandlaufkäfer - Blattkäfer - Schlingnatter |